# Founds Mills
Founds Mills est une communauté rurale dans le comté de Queens de l'Île-du-Prince-Édouard, Canada, au sud-ouest de Cavendish.